# Cape-Range-Nationalpark

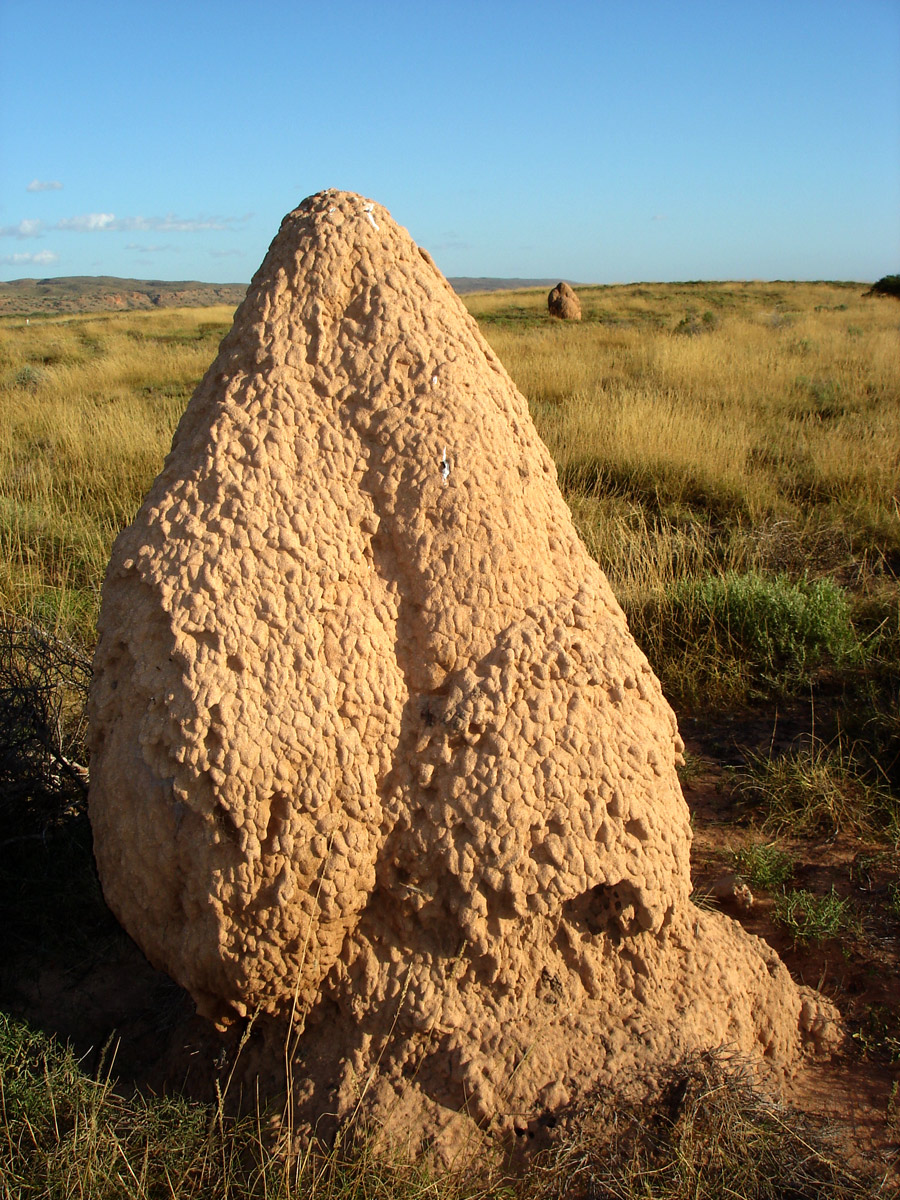
Termitenhügel

Der Cape-Range-Nationalpark ist ein Nationalpark in Western Australia, 1.105 km nördlich von Perth. Der Park hat eine Größe von 506 km² und liegt im Westen der Halbinsel North West Cape. Die Vegetation besteht größtenteils aus Buschland. Auffallend sind die vielen und dicht beieinander stehenden Termitenhügel.
Im Park befinden sich mehrere ausgewiesene Wanderwege, die insbesondere durch die zahlreichen Schluchten (Gorge) führen. Die meisten Straßen und Wege im Park sind nicht asphaltiert. Camping ist auf ausgewiesenen Plätzen erlaubt.
Die nächstgelegene Stadt ist Exmouth. Direkt vor der westlichen Küste befindet sich das Ningaloo Reef.